# Испанско-ливийские отношения
Испанско-ливийские отношения — двусторонние дипломатические отношения между Испанией и Ливией. Посольство Ливии находится в Мадриде, а у Испании — в Триполи. 

## Дипломатические отношения
Испания и Ливия установили дипломатические отношения 14 января 1961 года во время правления короля Идриса. За 42 года правления режима Каддафи на испанско-ливийские отношения сильно повлияла политика Муаммара Каддафи. После многих лет международного эмбарго в отношении Ливии в связи с предполагаемой поддержкой Каддафи терроризма и его программы оружия массового уничтожения в 2004 году началась робкая нормализация отношений Ливии с международным сообществом.
В 2011 году Испания была одной из первых стран, которая поддержала революцию 17 февраля, активно поддержав её в политической и гуманитарной областях. На политической арене Испания признала в марте 2011 года Переходный национальный совет Ливии, а спустя месяц переместила специального посланника в Бенгази — он был членом «Группы друзей Ливии» и участвовал в операции НАТО в защиту ливийского народа. Министр иностранных дел и международного сотрудничества Испании Тринидад Хименес посетила Бенгази в июне 2011 года, когда военный конфликт ещё не закончился.
После начала переходного периода в Ливии Испания стремилась возобновить двусторонние отношения, демонстрируя свою готовность сопровождать Ливию в процессе демократизации. С этой целью министр иностранных дел и международного сотрудничества Испании Хосе Мануэль Гарсия-Маргальо в сопровождении министра развития Аны Пастор 16 и 17 декабря 2012 года посетил Триполи, чтобы передать послание правительства Испании новым властям Ливии и развить экономические и деловые отношений между странами.

## Сотрудничество
Испания была пятым европейским донором гуманитарной помощи во время ливийской революции 2011 года, вложив более 7 миллионов евро. Процесс политических и социальных изменений в Ливии и других странах после «арабской весны» в январе–феврале 2011 года привёл к пересмотру политики сотрудничества в целях развития в регионе с акцентом на сопровождение процессов демократических изменений. Masar Program — это испанская программа сотрудничества, инициированная в июне 2012 года, цель которой — сопровождать процессы демократического управления в арабском мире, способствуя модернизации и укреплению институтов и ключевых участников в развитии верховенства закона, чтобы органы государственной власти могли реагировать на потребности своего общества, а гражданское общество могло быть одним из двигателей изменений.
Стратегическая цель сотрудничества Испании в Ливии — способствовать укреплению потенциала страны в процессе восстановления и политического перехода. В 2012 году Испания финансировала программу разминирования MAG NGO и программу помощи в проведении выборов Миссии ООН в Ливии. В рамках программы Masar заместитель министра юстиции Ливии Сахар Банун 17 июня 2013 года вместе с делегацией своего министерства отправился в Испанию, чтобы узнать об испанской пенитенциарной системе с целью начать сотрудничество по реформе тюрем в Ливии.
Содействие обмену на институциональном уровне, уровне бизнеса и гражданского общества между Испанией и Ливией является одним из основных аспектов испанского сотрудничества посредством ознакомительных визитов в испанские учреждения и участия в конференциях и семинарах, организованных такими учреждениями, как Casa Árabe, Casa Mediterráneo и Club de Madrid.
В области культуры особое внимание уделяется продвижению испанской культуры и языка: в 2013—2014 годах в Университете Триполи было создано место для чтения на испанском языке. 